# أحمد البوعناني
أحمد البوعناني (16 نوفمبر 1938 – 6 فبراير 2011) هو مخرج أفلام وكاتب سيناريو مغربي.
يعتبر من أبرز المخرجين المغاربة في السينما المغربية، اشتهر بإخراجه لفيلم السراب الذي أنتج سنة 1979. واحتل المرتبة 61 في قائمة أهم مئة فيلم عربي.
بالإضافة إلى صناعة الأفلام، كتب البوعناني ثلاث مجموعات شعرية، ورواية واحدة بعنوان «المستشفى»، ترجمتها إلى الإنجليزية لارا فيرغنو ونشرتها شركة نيو دايركشنز في عام 2018.

## وصلات خارجية
- أحمد البوعناني على موقع IMDb (الإنجليزية)
- أحمد البوعناني على موقع قاعدة بيانات الأفلام العربية
- أحمد البوعناني على موقع ألو سيني (الفرنسية)
- أحمد البوعناني على موقع قاعدة بيانات الفيلم (الإنجليزية)
- أحمد البوعناني على موقع كينوبويسك (الروسية)